# Opowieść zimowa (utwór muzyczny)
Opowieść zimowa – utwór muzyczny polskiego zespołu punkrockowego Armia. Pochodzi z wydanej w 1991 roku płyty Legenda. Muzyka została skomponowana przez ówczesnych liderów zespołu: Tomasza Budzyńskiego i Roberta Brylewskiego. Tekst, jak wszystkich utworów z tej płyty, jest autorstwa Tomasza Budzyńskiego. Piosenka znajduje się również na płytach koncertowych zespołu: Exodus, Soul Side Story, Koncert na XX-lecie (DVD) i Przystanek Woodstock 2004 (DVD). Wersja bez wokalu, zatytułowana Okna, znalazła się na wydanej przez Metal Mind Productions w 2005 roku reedycji płyty Armia.

## Kompozycja
Kompozycyjnie utwór jest podzielony na dwie części – pierwsza zawiera dwie zwrotki i refren, druga – oddzielona częścią instrumentalną – jedną zwrotkę i różniący się nieco tekstem refren. Podczas nagrywania wersji demonstracyjnej przypadkiem nastąpiło sprzężenie gitarowe, które zostało następnie skopiowane na wersję oficjalną. Kuba Wojewódzki określił tę piosenkę jako „symfonię punkrockową”.

## Tekst
Jak większość utworów na płycie, Opowieść zimowa dotyczy poszukiwań duchowych autora. W tym czasie bliski był mu okołochrześcijański gnostycyzm. Jerzy Prokopiuk – jeden z czołowych polskich gnostyków – analizując teksty z płyty Legenda (określonej przez niego jako wrzask świata w warstwie muzycznej i perła poezji gnostyckiej w warstwie tekstowej) zauważa w Opowieści zimowej narodziny nadziei i oczekiwanie na wyzwolenie. Tytuł i tekst nawiązuje do ludowej katolickiej tradycji, według której w noc wigilijną Dnia Św. Łucji (tj. noc z 12 na 13 grudnia) świat jest najbardziej narażony na działanie Szatana i służących mu czarów. Zbieżność dat z terminem wprowadzenia stanu wojennego według Budzyńskiego nadaje utworowi dodatkowego wymiaru, jednak nie jest kluczowa, gdyż dotyczy on spraw ponadpolitycznych. W tekście pojawia się fraza „niech Bestia śpi”, a każda zwrotka kończy się tekstem „W zimową noc niech nie wie nic Zły”, co przypomina strukturę litanii. Jest to rodzaj egzorcyzmu neutralizującego wzrastającą tej nocy moc Szatana, podobnie jak wymienione w tekście trzy bajki. Bajki te, będąc równocześnie tytułem innego utworu z płyty Legenda, mają działać na Złego usypiająco. Motyw trzech bajek symbolizuje trzyczęściową strukturę Władcy Pierścieni J.R.R. Tolkiena, która z kolei jest swoistą metaforą chrześcijańskiej historii zbawienia.

## Wykonawcy
- Tomasz „Tom” Budzyński – śpiew
- Robert „Robin Goldroker” Brylewski – gitara elektryczna, wokal
- Piotr „Stopa” Żyżelewicz – perkusja
- Dariusz „Maleo” Malejonek – gitara basowa
- Krzysztof „Banan” Banasik – waltornia

## Oddźwięk
Opowieść zimowa bywa uznawana za najlepszy utwór zespołu. Zwyciężyła m.in. w plebiscycie przeprowadzonym na oficjalnym forum internetowym Armii. Pojawiła się na Liście przebojów Programu Trzeciego w wydaniach 470-478, zajmując miejsca od 33 do 50 (w poczekalni).
Na koncercie w warszawskiej Stodole (26 grudnia 2006 r.) jako gość zespołu Armia, „Opowieść zimową” zaśpiewał wokalista zespołu Lao Che – Spięty.